# Boisset-les-Prévanches
Boisset-les-Prévanches is een gemeente in het Franse departement Eure (regio Normandië) en telt 392 inwoners (1999). De plaats maakt deel uit van het arrondissement Évreux.

## Geografie
De oppervlakte van Boisset-les-Prévanches bedraagt 7,4 km², de bevolkingsdichtheid is 53,0 inwoners per km².
De onderstaande kaart toont de ligging van Boisset-les-Prévanches met de belangrijkste infrastructuur en aangrenzende gemeenten.

## Demografie
Onderstaande figuur toont het verloop van het inwonertal (bron: INSEE-tellingen).